# Kościół św. Józefa w Santoku
Kościół pw. Świętego Józefa – rzymskokatolicki kościół filialny należący do parafii św. Antoniego w Starym Polichnie (dekanat Gorzów Wielkopolski – Chrystusa Króla diecezji zielonogórsko-gorzowskiej).

## Architektura
Obecna świątynia w stylu neogotyckim została wzniesiona w 1857 roku w czasie budowy drogi żelaznej z Krzyża Wielkopolskiego do Gorzowa Wiekopolskiego, dlatego jest nazywany „kolejowy”m. Kościół powstał na planie krzyża łacińskiego i został wybudowany z cegły wyprodukowanej w cegielni w Murzynowie. Każde z ramion krzyża jest zwieńczone schodkową attyką i ozdobione ząbkowanym gzymsem oraz potrójnymi oknami.
Kościół nie ma typowej dzwonnicy, jej rolę spełnia mały daszek przymocowany niedaleko drzwi wejściowych, a zawieszony pod nim dzwon został odlany na początku XX wieku.
Wnętrze świątyni jest skromne, warto w nim zwrócić uwagę na strop z elementami więźby dachowej oraz zawieszony na środku żyrandol.